# Старгард (гміна)
Гміна Старгард (пол. Gmina Stargard) — сільська гміна у північно-західній Польщі. Належить до Старгардського повіту Західнопоморського воєводства.
Станом на 31 грудня 2011 у гміні проживало 12315 осіб.

## Територія
Згідно з даними за 2007 рік площа гміни становила 318.47 км², у тому числі:
- орні землі: 72.00%
- ліси: 12.00%

Таким чином, площа гміни становить 20.96% площі повіту.

## Населення
Станом на 31 грудня 2011:
| Опис     | Загалом | Загалом | Чоловіки | Чоловіки | Жінки | Жінки |
| -------- | ------- | ------- | -------- | -------- | ----- | ----- |
| одиниця  | осіб    | %       | осіб     | %        | осіб  | %     |
| все      | 12315   | 100     | 6211     | 50.43    | 6104  | 49.57 |
| міське   | 0       | 100     | 0        |          | 0     |       |
| сільське | 12315   | 100     | 6211     | 50.43    | 6104  | 49.57 |

## Сусідні гміни
Гміна Старгард межує з такими гмінами: Варніце, Голенюв, Доліце, Кобилянка, Маряново, Машево, Стара Домброва, Старгард, Старе Чарново, Сухань.